# 伍德斯泰申 (喬治亞州)
伍德斯泰申（英語：Wood Station）是位於美國喬治亞州卡圖薩縣的一個非建制地區。該地的面積和人口皆未知。

## 地理
伍德斯泰申的座標為34°48′17″N 85°08′56″W / 34.80472°N 85.14889°W，而該地的平均海拔高度為255米（即837英尺）。